# Fabien Ferré
Pour les articles homonymes, voir Ferré.
Fabien Ferré, né le 13 décembre 1988 à Autun (Saône-et-Loire), est un chef cuisinier français établi en Provence.
Il est chef du restaurant La Table du Castellet au Castellet, qui obtient trois étoiles au Guide Michelin en mars 2024.

## Parcours
Fabien Ferré naît 13 décembre 1988 à Autun, où ses parents sont pâtissiers-chocolatiers, et ses grands-parents agriculteurs. Son frère, Aurélien, également pâtissier-chocolatier, reprend l'affaire familiale. Dans son enfance, Fabien Ferré découvre l'ambiance des cuisines du restaurant des parents de son ami Franck Pelux, ce qui oriente sa vocation. Après avoir voulu faire sport-étude et pratiquer le rugby, Fabien Ferré se forme à la cuisine au Centre interprofessionnel de formation des apprentis (CIFA) Jean-Lameloise de Mercurey. Il effectue son apprentissage au restaurant du Rempart à Tournus, puis à l’Auberge des Gourmets au Villars, avec le chef Daniel Rogie. Il y remporte le trophée Lameloise en 2006.
Souhaitant découvrir la cuisine méditerranéenne, Fabien Ferré arrive à l’Hôtel du Castellet le 14 août 2013 et débute comme chef de partie de Christophe Bacquié. En septembre 2014, à 25 ans, alors qu'il est sous-chef, il reçoit le trophée « Espoir de l'année 2014 » décerné par le magazine Le Chef.
En 2016, Christophe Bacquié nomme Fabien Ferré chef adjoint des cuisines de l'Hôtel du Castellet, qui comprend deux restaurants, le restaurant gastronomique doublement étoilé Christophe Bacquié (appelé le Montecristo jusqu'en 2015) et le bistrot San Felice,.
En février 2023, Christophe Bacquié annonce son départ pour un nouveau projet en Provence. En mars 2023, le restaurant Christophe Bacquié sort de l'édition 2023 du guide Michelin. Après avoir été le second de Christophe Bacquié pendant dix ans, Fabien Ferré devient alors le nouveau chef exécutif des Hôtels du Castellet et rouvre le 15 avril 2023 le restaurant gastronomique, annoncé sous le nom Lavinia puis finalement La Table du Castellet,,.
Après sa prise de fonctions, Fabien Ferré affirme une identité culinaire « percutante et radicalement différente de celle de Christophe Bacquié », avec une forte présence du poisson associé au végétal.
En mars 2024, La Table du Castellet est récompensée directement de trois étoiles par le guide Michelin qui salue une cuisine qui célèbre « la Provence et son terroir marin ».
En 2025, Fabien Ferré fait partie du jury de l'émission Les Brigades Cachées de Top Chef, avec Éric Frechon, sur M6.